# Dante (Dacota do Sul)
Dante é uma cidade  localizada no estado norte-americano de Dakota do Sul, no Condado de Charles Mix.

## Demografia
Segundo o censo norte-americano de 2000, a sua população era de 82 habitantes.
Em 2006, foi estimada uma população de 82, um aumento de 0 (0.0%).

## Geografia
De acordo com o United States Census Bureau tem uma área de
1,1 km², dos quais 1,1 km² cobertos por terra e 0,0 km² cobertos por água. Dante localiza-se a aproximadamente 424 m acima do nível do mar.

## Localidades na vizinhança
O diagrama seguinte representa as localidades num raio de 28 km ao redor de Dante.